# Rapisma yanhuangi
Rapisma yanhuangi är en insektsart som beskrevs av C.-k. Yang 1993. Rapisma yanhuangi ingår i släktet Rapisma och familjen Rapismatidae. Inga underarter finns listade i Catalogue of Life.